# Amt Brüssow (Uckermark)
La comunità amministrativa di Brüssow (Uckermark) (Amt Brüssow (Uckermark)) si trova nel circondario dell'Uckermark nel Brandeburgo, in Germania.

## Società

### Evoluzione demografica
- Sviluppo della popolazione dal 1875 entro gli attuali confini (Linea Blu: Popolazione; Linea puntata: Confronto dello sviluppo della popolazione dello stato del Brandenburgo; Sfondo grigio: Ai tempi del governo nazista; Sfondo rosso: Al tempo del governo comunista)
- Sviluppo recente della popolazione (Linea blu) e previsioni

| Anno | Abitanti |
| ---- | -------- |
| 1875 | 7 349    |
| 1890 | 6 977    |
| 1910 | 7 929    |
| 1925 | 8 603    |
| 1939 | 7 882    |
| 1950 | 12 019   |
| 1964 | 9 254    |

| Anno | Abitanti |
| ---- | -------- |
| 1971 | 8 697    |
| 1981 | 7 105    |
| 1985 | 6 996    |
| 1990 | 6 620    |
| 1995 | 6 177    |
| 2000 | 5 997    |
| 2005 | 5 261    |

| Anno | Abitanti |
| ---- | -------- |
| 2010 | 4 721    |
| 2015 | 4 505    |
| 2016 | 4 518    |
| 2017 | 4 496    |
| 2018 | 4 450    |
| 2019 | 4 429    |
| 2020 | 4 416    |

Fonti dei dati sono nel dettaglio nelle Wikimedia Commons..

## Suddivisione
Comprende 5 comuni:
- Brüssow (città)
- Carmzow-Wallmow
- Göritz
- Schenkenberg
- Schönfeld

Capoluogo e centro maggiore è Brüssow.